# Сейль
Сейль — дрібний острів в Червоному морі в архіпелазі Дахлак, належить Еритреї, адміністративно відноситься до району Дахлак регіону Семіен-Кей-Бахрі.

## Географія
Розташований за 2 км на північний захід від острова Сейль-Бадіра. Має видовжену з північного заходу на південний схід форму. Довжина 100 м, ширина до 30 м. Острів облямований кораловими рифами.